# 川北町 (瀬戸市)
川北町（かわきたちょう）は、愛知県瀬戸市效範連区の町名。現行行政地名は川北町1丁目と2丁目。

## 地理
瀬戸市の西端に位置する。西を尾張旭市三郷町、北を西山町・南山町、東を田端町、南を川西町と隣接している。

### 河川
- 愛知用水 ： 2丁目の西部を南流している。

- 愛知用水（川北町内）

### 学区
市立小・中学校に通う場合、学区は以下の通りとなる。また、公立高等学校普通科に通う場合の学区は以下の通りとなる。
| 町丁・丁目  | 番・番地等 | 小学校             | 中学校             | 高等学校 |
| ----------- | ---------- | ------------------ | ------------------ | -------- |
| 川北町1丁目 | 全域       | 瀬戸市立效範小学校 | 瀬戸市立南山中学校 | 尾張学区 |
| 川北町2丁目 | 全域       | 瀬戸市立效範小学校 | 瀬戸市立南山中学校 | 尾張学区 |

## 歴史

### 町名の由来
町名設定の際、旧今村字川北の字名を採って川北町にしたと推察される。

### 沿革
- 1943年（昭和18年）8月9日 - 瀬戸市大字今字川北・樋口・横山の各一部により、同市川北町として成立[2]。
- 1966年（昭和41年）3月10日 - 1・2丁目を設置[11]。川北町の全域が效範町1・2丁目・平町1〜3丁目・田端町1丁目となり、平町・南山町・横山町・田端町・川西町の各一部が川北町1・2丁目となる[注釈 2][11]。

## 世帯数と人口
2024年（令和6年）1月1日現在の世帯数と人口は以下の通りである。
| 町丁・丁目  | 世帯数  | 人口  |
| ----------- | ------- | ----- |
| 川北町1丁目 | 157世帯 | 281人 |
| 川北町2丁目 | 294世帯 | 630人 |
| 計          | 451世帯 | 911人 |

### 人口の変遷
国勢調査による人口の推移
| 1995年（平成7年）  | 906人   | [ 12 ] |  |
| 2000年（平成12年） | 1,209人 | [ 13 ] |  |
| 2005年（平成17年） | 1,213人 | [ 14 ] |  |
| 2010年（平成22年） | 1,208人 | [ 15 ] |  |
| 2015年（平成27年） | 1,095人 | [ 16 ] |  |
| 2020年（令和2年）  | 961人   | [ 17 ] |  |

### 世帯数の変遷
国勢調査による世帯数の推移。
| 1995年（平成7年）  | 335世帯 | [ 12 ] |  |
| 2000年（平成12年） | 421世帯 | [ 13 ] |  |
| 2005年（平成17年） | 437世帯 | [ 14 ] |  |
| 2010年（平成22年） | 443世帯 | [ 15 ] |  |
| 2015年（平成27年） | 428世帯 | [ 16 ] |  |
| 2020年（令和2年）  | 422世帯 | [ 17 ] |  |

## 交通

### 鉄道
名鉄瀬戸線 ： 町の北端部を東西に走っている。最寄り駅は水野駅・三郷駅。
- 名鉄瀬戸線（川北町内）

### バス
瀬戸市コミュニティバス「こうはん線」
- イオン瀬戸みずの店 - 東山町 - 陶生病院 系統 ： 井上病院バス停

- 井上病院バス停

### 道路
愛知県道61号名古屋瀬戸線 ： 町の南端、川西町との町境を東西に通っている。

## 施設
- 医療法人社団 順和会 井上病院 ： 前身は1969年（昭和44年）2月に開設した井上外科で、1972年（昭和47年）4月に井上病院に、1979年（昭和54年）に現名称になる[18]。診療科目は内科・外科・リウマチ科など6科で、病床数は46床[18]。健康管理センターもある総合病院。
- 中日新聞 瀬戸南山専売店

- 医療法人社団 順和会 井上病院
- 中日新聞 瀬戸南山専売店

## その他

### 日本郵便
- 郵便番号 ： 489-0927[6]（集配局：瀬戸郵便局[19]）。